# 芝

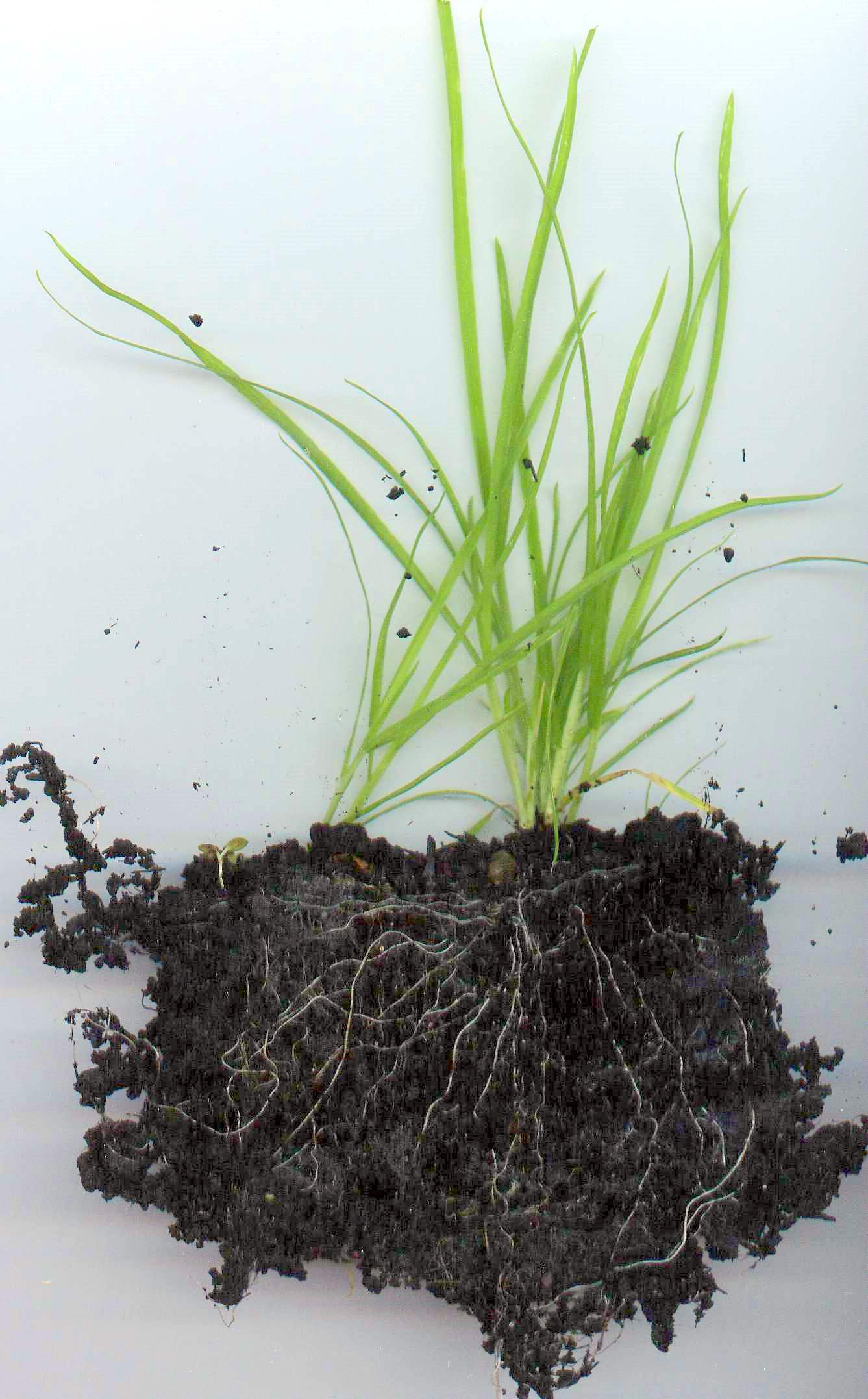
芝

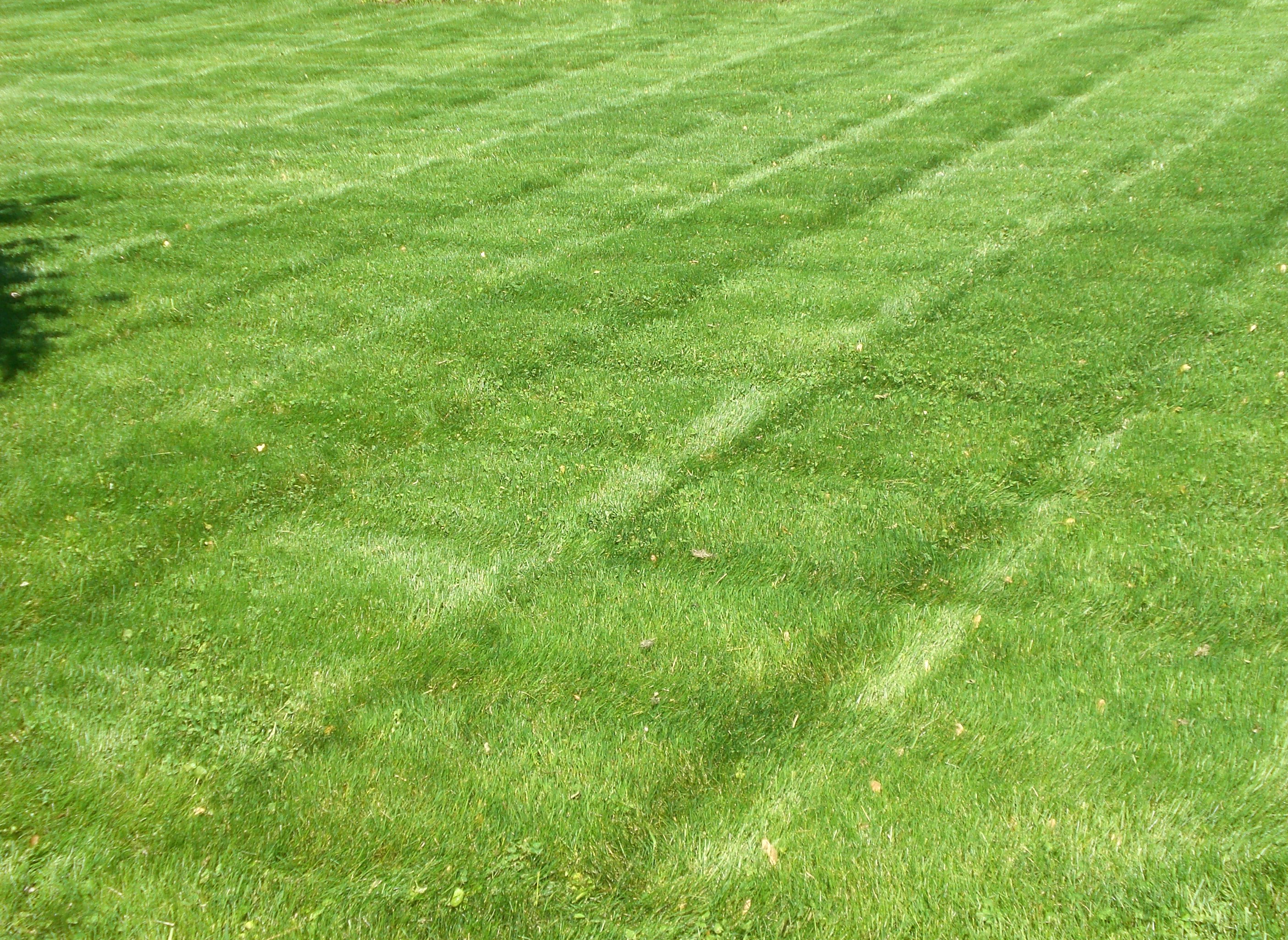
芝生

芝（しば）とは、1種類あるいは数種類の芝草を人工的に群生させ、適宜刈り込みなどの管理を行い、地表面を緻密に被覆するような生育を維持させ、ある程度の広がりをもち、運動や休養や鑑賞や保安の目的に利用されるイネ科の多年草の総称である。芝草とも呼び複数の種類がある。シバ属のシバ (ノシバ)（Zoysia japonica Steud.）という和名の植物もあり、これも芝として利用されるが、シバ属以外の植物にも芝として使われるものは多い。
芝（天然芝）は、大きく日本芝と西洋芝に分けられ、そこからさらに夏型芝や冬型芝に分けられる。日本芝は夏型芝のみであるが、西洋芝は夏型と冬型の両方の種類がある。
芝草が密集して生えていて、絨毯のように一面に生えている状態を指して芝生（しばふ）と呼ぶ。スポーツ施設など芝による舗装を芝舗装といい、天然芝による舗装のほか人工芝による舗装もある。
なお、漢字の「芝」は、中国ではキノコを指し、芝草の意味は日本での国訓である。

## 歴史
芝生は西洋では庭園に利用されてきた。ローマ帝国の崩壊後、西洋庭園の造園に貢献したのは僧侶で、その多くはローマ風の庭園を習ったものであったが、稀に芝生を敷き詰めた庭園も見られた。
日本では万葉集や日本書紀の和歌に「芝」の記述が見られるものが、歴史上確認されているなかでもっとも古い。ここでの芝は、おそらく自生する日本芝の一種の野芝である。一方で、平安時代に書かれた日本最古の造園書「作庭記」には、「芝をふせる」という記述が見られるために、芝が造園植物材料としてこの時代には認識されていたものと思われる。また、明治時代に入り諸外国との交流が活発化すると、各地で西洋芝が導入された。

## 芝の種類

### 日本芝

#### 特徴
日本芝は、日本に自生している植物である。全てがシバ属に属し、英語圏では一般にゾイシア(Zoysia)と呼ばれる。
夏型で高温期に生育するが、冬季は休眠し枯れたようになる。高温多湿に適応した芝で、生育適温が23 - 35°Cと高い。そのため、通常の管理をしていれば、日本の夏でも耐えることができる。しかし、気温が23°C以下になる11月から3月の冬季には、生育が停止し、葉に黄変が見られるようになる。
日本芝は匍匐型（ほふく型）である。その成育形態はランナーが伸びることによる節間伸張である。草丈が低く硬いためチクチクした感触であるが、刈込回数は少なくて済む。
日本芝は張芝（栄養体繁殖も参照）による繁殖も特徴であり、西洋芝に比べて新設するのに労力がかかる。
葉幅では次のように区分される。
- 中芝 - 葉幅3.6mm以上
- 大高麗芝 - 3.3〜3.6mm
- 高麗芝 - 2.7〜3.2mm
- 姫高麗芝 - 1.7〜2.5mm
- エメラルドゾイシア - 2.1mm前後
- 朝鮮芝 - 1.2〜1.6mm

#### 代表的な種類
ノシバ（標準和名はシバ）
山芝や地芝や砂芝とも呼ぶ。北海道南部から小笠原諸島・大隅諸島に分布・自生している。環境への適応力が高く病害虫に強い。河川堤防や公園などに利用される。また、飛行場や法面の植栽もこのノシバである。草丈10cm以上で、草幅は概ね4mm程度である。茎葉は粗野で硬い。この芝は日本芝のなかではもっとも硬いといわれ、節間が粗く繁殖方向が直線的で伸びが速いために、緻密な芝になりにくい。5 - 6月に花茎を出し開花する。休眠は日本芝ではもっとも早い10 - 11月である。
コウライシバ（標準和名はコウシュンシバ）
本高麗とも呼ぶ。九州南部から沖縄に分布・自生しており、生育適温は30°Cと高い。草丈は約7.4cmで葉長は4.5 - 11cmである。コウライシバの代表的品種である。耐寒性は、大高麗に比べ劣るために、北海道や青森、岩手（大部分）では生育しない。耐隠性・耐湿性にすぐれ踏圧にも耐える。公園や庭園、ゴルフ場などに利用。琉球諸島の隆起サンゴ礁の海岸では、岩の上にコウライシバを中心とした芝が自生している。この芝は、本コウライと呼びほかのコウライ系の芝と区別することがある。
ヒメコウライシバ
コウライシバよりもさらにきめ細かい。ゴルフのグリーンに利用される。
ビロードシバ
日本芝の中では繊細で触り心地がよい。非常にきめが細かいために、小庭園の観賞用として用いられることが多い。生育は遅く環境への適応力は低い。

### 西洋芝
西洋芝は、耐陰性、繁殖性などの点で日本芝より優れた特性を備えているものが多い。その一方で日本芝より多くの刈り込みを必要とするものが多く、西洋芝の中には病害に対する抵抗力が弱いものもあり、農薬の散布を必要とする。このことが、西洋芝を使用したゴルフ場による環境破壊へつながっている側面もある。

#### 夏型芝
夏型芝は、日本芝の性質とほぼ同じである。
バーミューダグラス類(ギョウギシバ類)
日本芝に近い性質を持ち、草丈は20 - 50cmでランナーで繁殖する。日本芝より休眠期間は短くほかの西洋芝より葉は細かく濃緑色で鮮やかである。耐乾性があり砂地でも生育する。また耐潮性に富み海浜公園などにも適する。標準和名はギョウギシバであり、こう呼ばれることもある。代表的な品種としてティフトン419があり、これは米国のティフトン農業試験場において品種改良で作られた作られた改良バミューダの一種である。暑い地方のサッカー場やラグビー場などでよく使われており、またオーバーシード(下記野球場の項目を参照)のベースとしても利用される。
セント・オーガスチングラス(イヌシバ)
ランナーで繁殖する。葉幅の広い品種であり、また夏型芝としては耐陰性に優れる。
シーショア・パスパラム（サワスズメノヒエ）
パスパラム類の芝であり、ランナーで繁殖する。耐塩性に優れており、海岸のゴルフ場や競技場での利用に適している。

#### 冬型芝

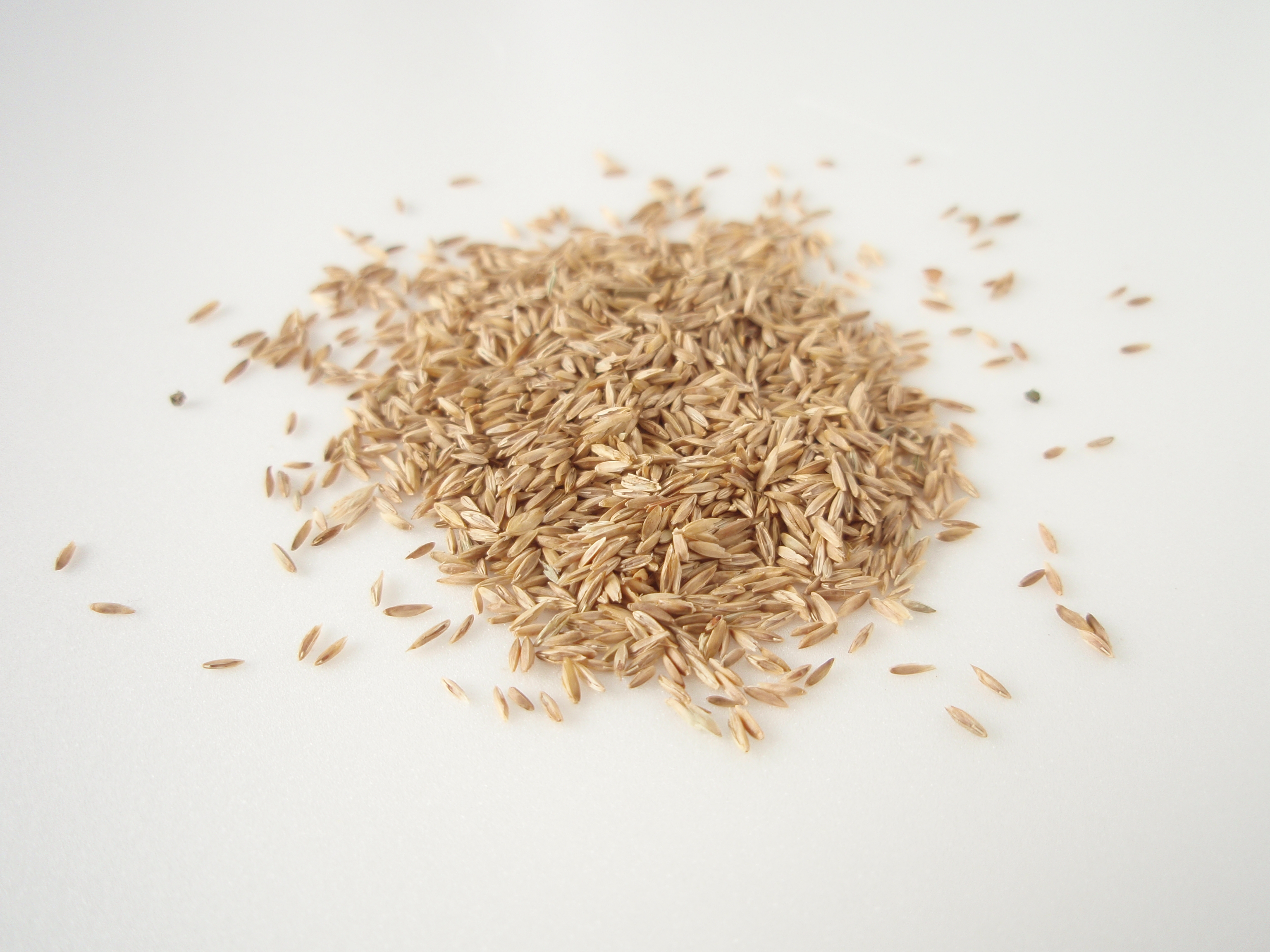
ケンタッキーブルーグラスの種子

西洋芝（冬型芝）は、生育適温が16 - 24°Cで1 - 7°Cの低温まで耐えることができる。冬型芝は冬季でも緑色をしているものが多い。冷涼な気候を好み、日本での生育適地は北海道から東北北部である。
株立型で草丈は高く葉も柔らかいが頻繁に草刈りをしなければならない。生育は分蘖（株分け）で増殖する品種のほか、日本芝同様ランナーや地下茎による増殖を行う品種もある。
繁殖は主に種子の播種（種まき）によって行うため労力は少なくて済む。一部品種では張芝により行うこともできる。
日本芝に比べると踏圧に弱いものが多く、夏の高温多湿時には病気になりやすい。また、酸性土壌には不向きで肥料を多く要するほか、乾燥に弱いため特に夏場は頻繁に灌水を要する。
日本には明治以降に芝生の植栽材料として輸入された。もともとは牧草から転用したイネ科植物である。
ベントグラス類（ベント芝）
草丈は30 - 50cm程度である。生育気温は、15 - 25°Cと耐寒性が高い。緻密な芝でゴルフ場のグリーン用の芝として利用されている。特に園芸品種であるクリーピングベントグラスはその名の通りランナーで繁殖する芝で低い刈り込みにも耐えられる。酸性土に弱いので、場所によっては土壌を中和する必要がある。耐暑性がないために、庭園には適していない。この品種の改良型であるシーサイドベントグラスは、耐潮性があり海岸近くにも植栽することができる。
ライグラス類
生育が速く密度が濃いために、運動場などで利用される。運動場ではその初期生育の速さからペレニアルライグラス等がオーバーシード環境の冬芝として利用される。寒さに強いが暑さに弱い。踏圧に弱い。株分けで増殖する。
ブルーグラス類
ベントグラスよりも寒地に適応した品種である。病害には強いが生育が遅い。高温乾燥に弱い。ゴルフ場のフェアウェイや法面緑化に利用されている。地下茎で増殖する。
フェスク類
寒地型と暖地型の両方の性質を持ち、気温に対する適応力に富む品種である。道路工事の際に法面の保護に使われることが多い。最近は園芸品種であるトールフェスクが運動場などでも利用されている。株分けで増殖する。

## 芝生の造成
芝生の造成の方法には蒔芝法（播種法）と芝付法の2種類がある。

### 蒔芝法（播種法）
種子を蒔く方法。多くの西洋芝は種子により繁殖する。蒔芝の時期は湿気のある土壌であれば年中時期を選ばずに造成可能であるが春が適期とされている。冬が近くなると霜の影響を受けやすくなり、春に補植が必要になるおそれがある。また、夏季は他の雑草の影響を受けて成長が阻害されたり、乾燥による発芽の阻害を受けるおそれがある。
なお、日本独特の方法として種子ではなく切芝（芝の地下茎）を種子のように蒔いて覆土し灌水する根蒔法がある。

### 芝付法
株分けした芝（種芝）を予め繁殖させ、十分に広がったところで適当な大きさに切り取って予定の箇所に張り付けていく方法である。切芝を張り付けてゆく方法は張芝という。日本芝は張芝により繁殖する。
なお、匍匐茎をほぐして株を分け一定間隔（4～5 cm）で植え付ける植芝という方法もある。

#### 芝の産地

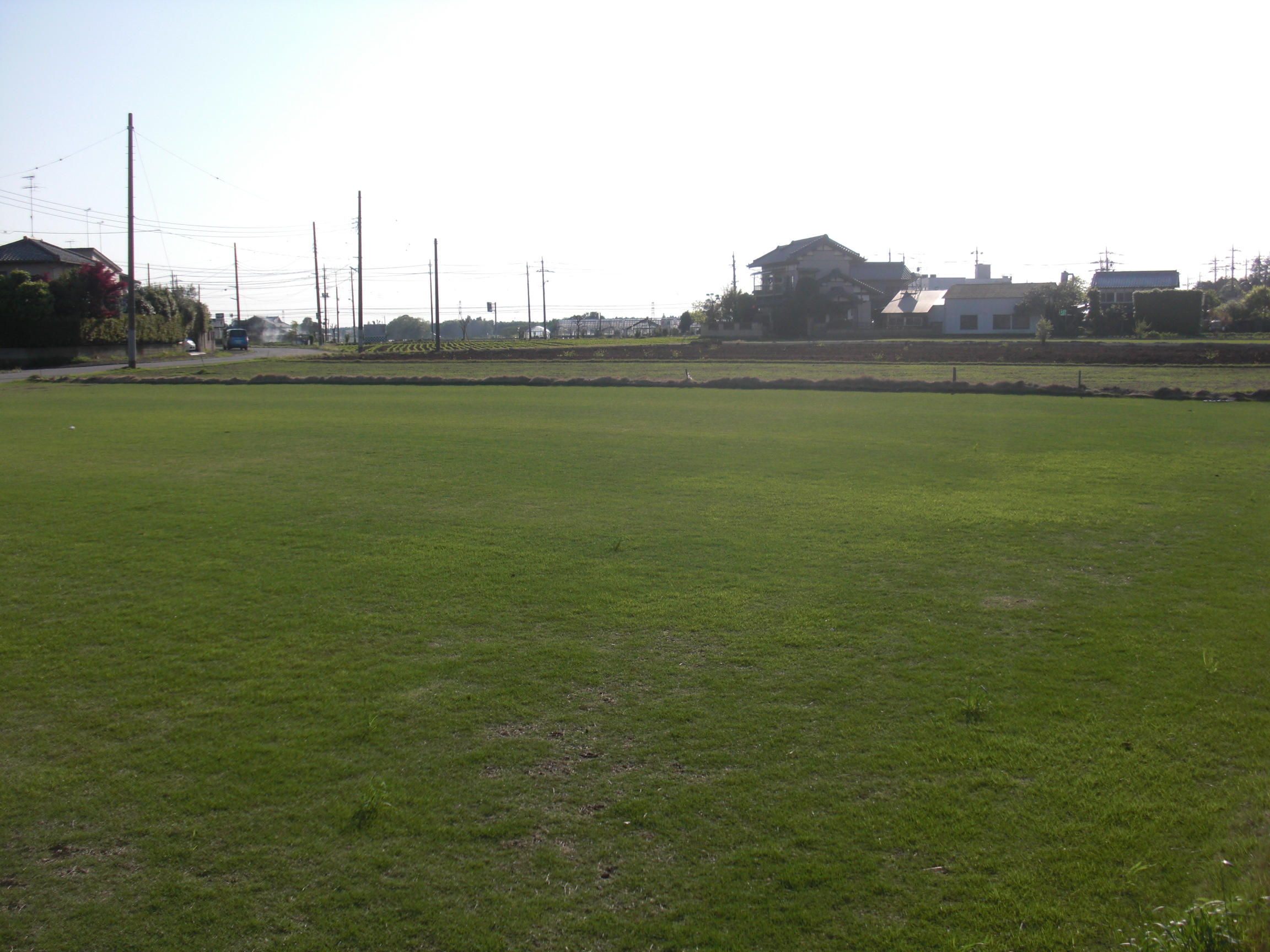
つくば市豊里地域の芝畑

- 茨城県 - つくば市の作付け面積は日本一である[11]。新品種の開発が盛ん。
- 静岡県 - 富士山麓の地域[12]。
- 鳥取県
- 鹿児島県
- 宮城県 - 山元町が「復興芝生」を栽培[13]。Qスタ、豊スタ、埼スタで採用。

#### 芝の規格
マット状である切芝の大きさは、生産地で異なる。鳥取県では、37.1 cm×30cmの切芝を9枚で1束としている。静岡県では、36 cm×28cmの切芝を10枚で1束としている。
また、屋上緑化用に、育成基盤と芝が一体となったターフマットでは、50 cm×50cmの切芝を4枚で1束としているものや、50 cm×2mの細長い芝を巻き取りロール状としているものもある。

#### 芝の張り方
切芝の張り方には、ベタ張り、目地張り、筋張り、互の目張り、市松張りなどがある。
ベタ張り
芝を隙間なく敷き詰める張り方である。施工後すぐに図面通りの姿になることが利点である。単位面積あたりの芝の量が多いために、もっとも高価な張り方である。
目地張り
芝と芝の隙間を数cmほど空けレンガのように交互にずらす張り方である。
市松張り
施工面を市松模様にする張り方である。単位面積あたりの芝の量が少ないために、もっとも安価な張り方である。芝が施工面全体に広がるまでの期間が長いために、裸地に雑草が生えてしまう。

## 芝生の管理
芝生の管理には、いくつかの作業があるが、いずれも短期・長期にわたって芝生の品質に影響を与える。

### 芝刈り
春の芽出時には成長点近くで低く刈り込み、成長に合わせて刈高を上げるが、生育期間中の刈高は2～3cmを維持する。
芝刈りには芝刈り機を用いるが、樹木の根元や施設の周囲は手刈りを行う。
刈り込み頻度および刈高は、利用目的や草種によって大きく変化するが芝生の生育期においては概ね、以下の通りである。
- ゴルフ場グリーン - 刈高3.5〜5mm　毎日1回（トーナメント時は1日1〜3回）
- ゴルフ場ティ - 刈高6〜10mm 　週2〜3回
- ゴルフ場フェアウエー - 刈高8〜12mm 　週1〜2回
- ゴルフ場ラフ - 刈高30〜50mm　月1〜2回（トーナメント時は刈高50〜100mm程度）
- 競技場 - 刈高18〜30mm　週1〜3回
- 学校校庭 - 刈高25〜40mm　年間数回〜週1回

### 病害虫防除
芝生には、さび病、葉腐病（ブラウンパッチやラージパッチ）、葉枯れ病、いもち病、雪腐れ病、ビシウムブライトなどが発生することがあるため防除を行う。

### 施肥
春には成長を促すため窒素分の多い有機肥料を施す（春肥という）。秋には耐寒性を強めるための遅効性の有機肥料を施す（秋肥という）。

### 除草
除草には、除草ホークなどによる抜き取り除草と薬剤防除がある。公園などで周辺環境に考慮する必要がある場合には薬剤は使用しない。

## 人工芝とハイブリッド芝
以上の天然芝のほかに舗装材として人工芝と呼ばれる合成樹脂製のものもある。また、天然芝と人工芝（または人工繊維）の混合芝であるハイブリッド芝もあり、このハイブリッド芝は耐久性が高められているが管理の点では総天然芝とほぼ変わらない。

## 芝の利用

### 公園・運動場

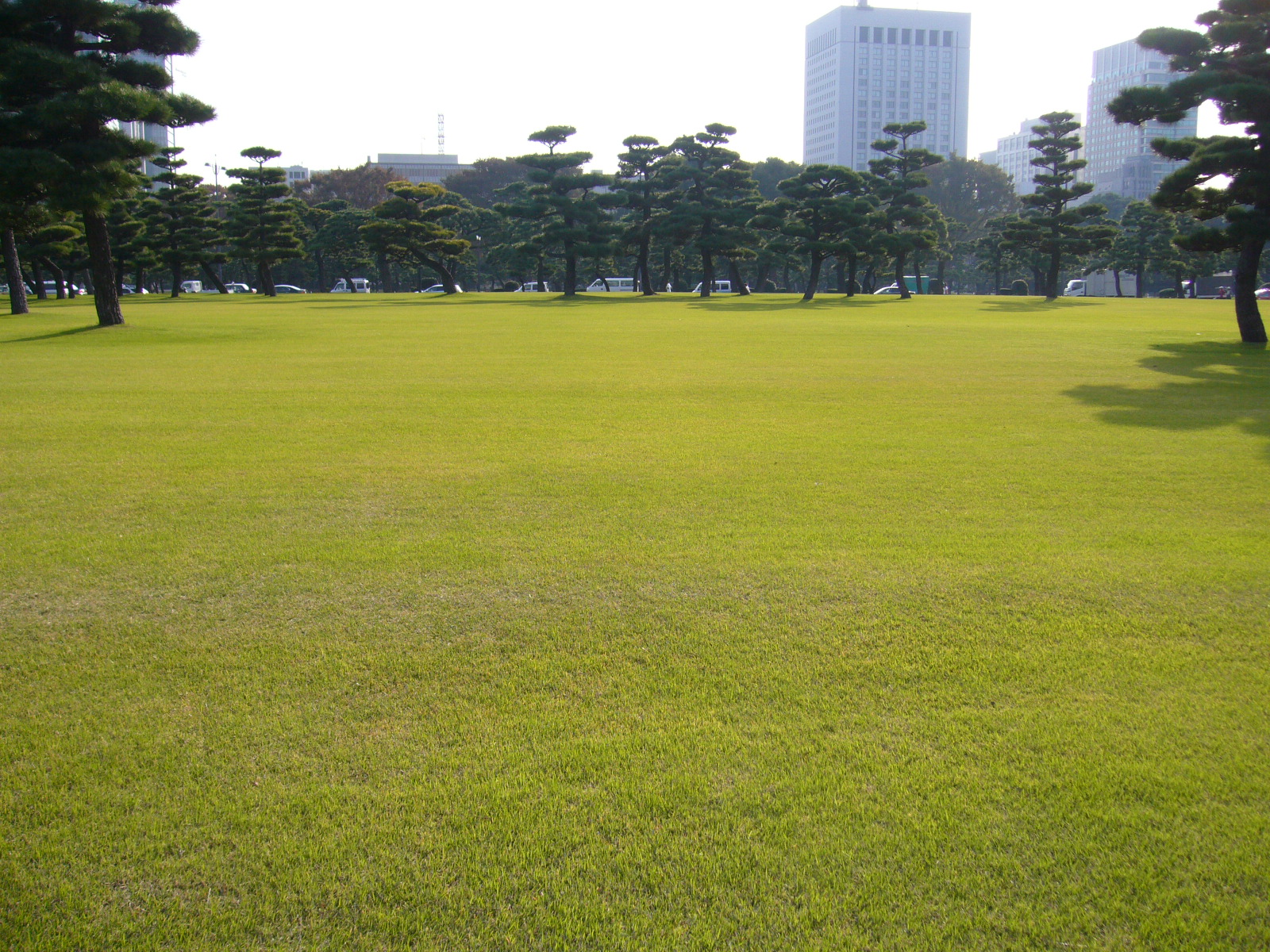
きれいに手入れされた芝生（皇居前広場）

公園や運動場で、見栄えのために植えたり、運動をしやすくするためのクッションとして植えられることが多い。しかし、芝へ立ち入ると芝が荒れる可能性があるので、立ち入り禁止がたびたび行われる矛盾について、しばしば議論を呼ぶ。
最近では、校庭（運動場）に芝生を植えた小学校が増えつつある。はだし教育として裸足で運動しても痛くないなどのメリットがあり、また緑化として効果があるとされる。

### スポーツ施設

#### 野球場

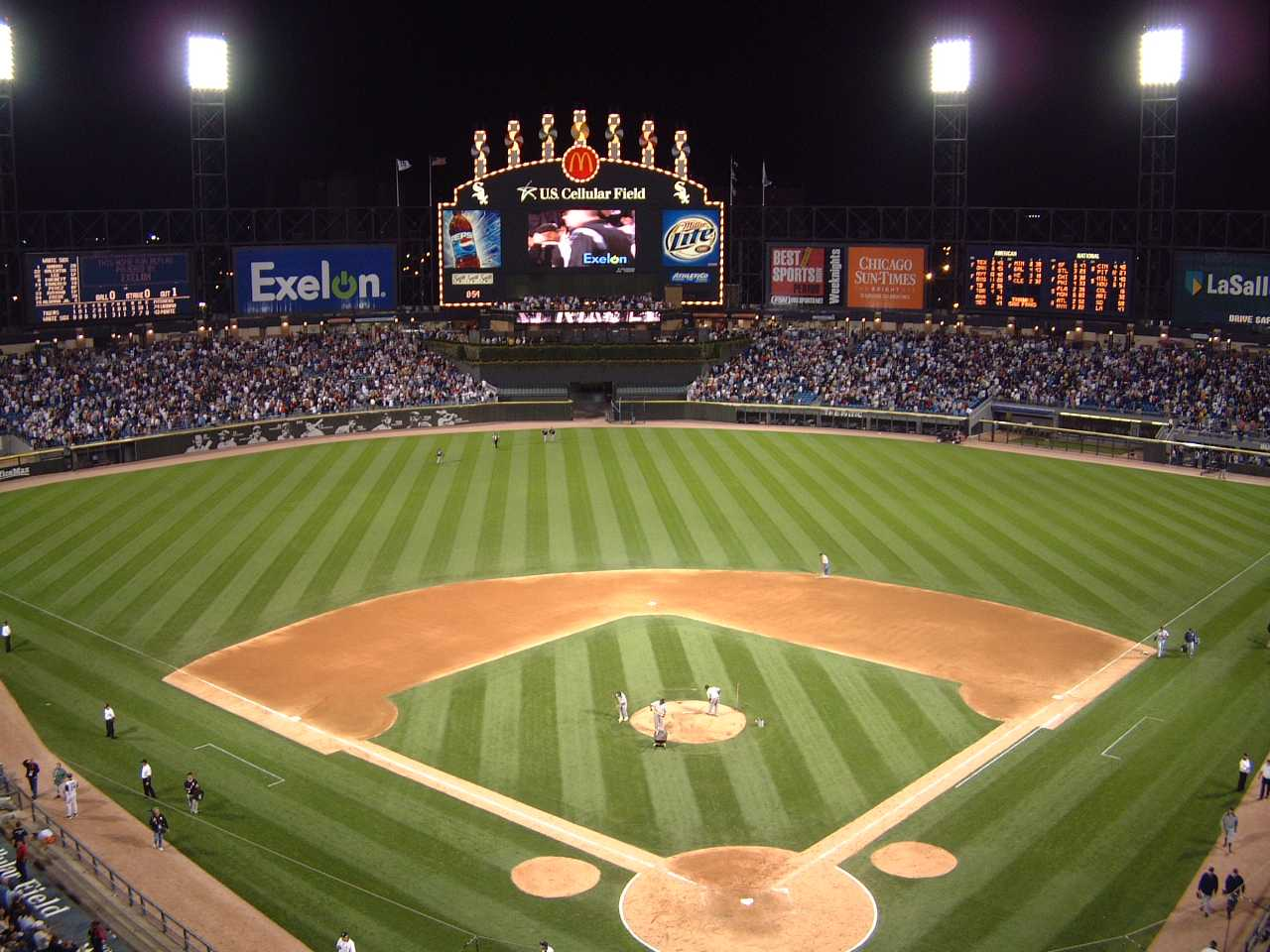
内外野総天然芝の野球場（USセルラー・フィールド）

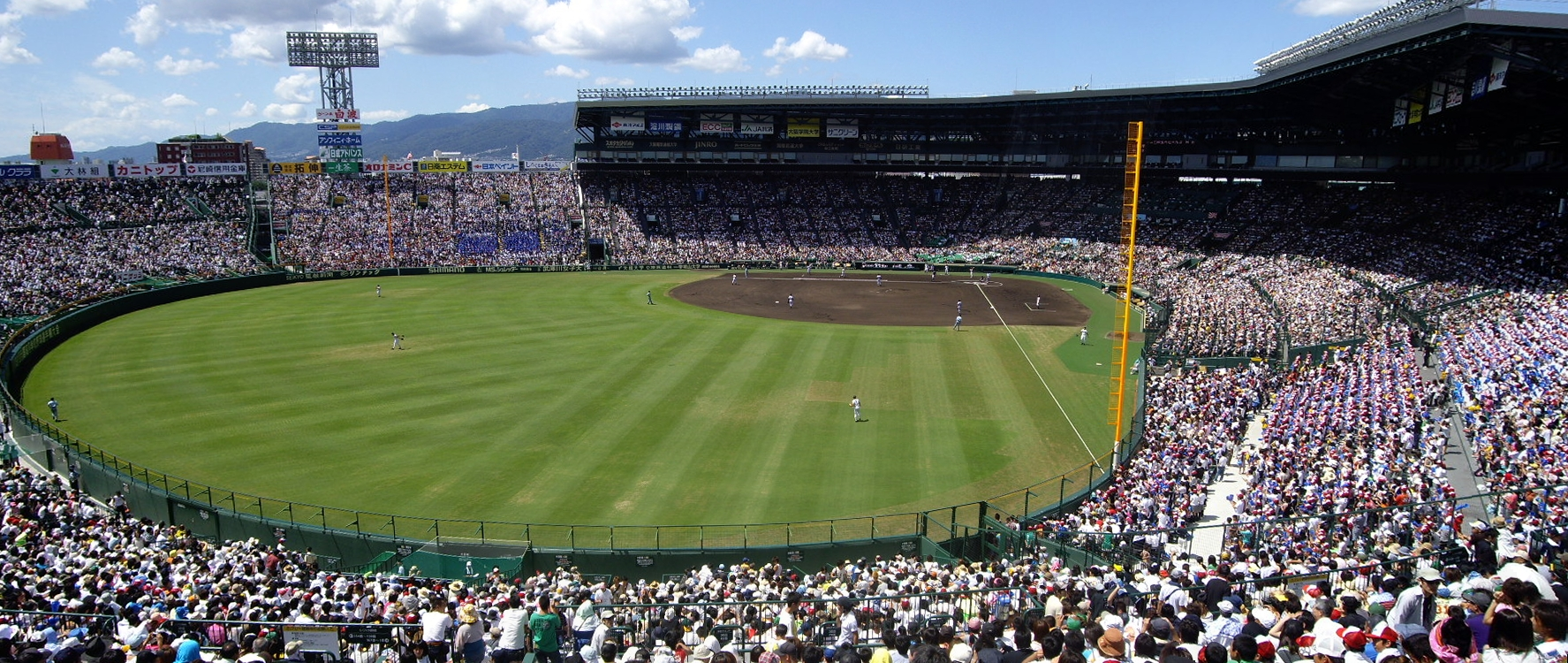
外野のみ天然芝の野球場（阪神甲子園球場）

野球場のフィールドには、選手の膝や足にかかる負担を軽減できるため、芝が敷き詰められる。とくにメジャーリーグベースボールで使用される球場は、内外野総天然芝であることが多く、人工芝の球場は2023年現在で全30本拠地中トロピカーナ・フィールド、ロジャーズ・センター、チェイス・フィールド、グローブライフ・フィールド、ローンデポ・パークの5球場のみ、内野が土のみの球場はメジャー及びトリプルAでは皆無である。
一方、日本では、球場が屋根付きであるために天然芝を育てられない、野球以外のコンサートなどへの貸し出しや天候の変化に対応するための芝の保守・管理コストが安いなどの理由により、日本野球機構管轄のプロ野球の一軍公式戦で使用される球場ではほとんどが人工芝を利用している。二軍や独立リーグ、アマチュア野球を主たる利用とする地方球場は外野こそ天然芝であるも内野が土のみであることがほとんどであり、軟式野球やソフトボール専用の球場では外野すら芝が敷かれていない、あるいは常緑でないこともままある。2023年現在、天然芝を利用するプロ野球一軍本拠地球場は阪神甲子園球場、MAZDA Zoom-Zoom スタジアム広島、楽天モバイルパーク宮城、エスコンフィールドHOKKAIDOの4球場のみである。
またメジャーリーグの球場が、ケンタッキーブルーグラスに代表される冬芝により1年を通じて常緑の状態を維持しているのに対し、寒冷地を除く日本では冬芝を夏季に維持することは気候上困難であるため、MAZDA Zoom-Zoom スタジアム広島と阪神甲子園球場では、夏芝ティフトン419と冬芝ペレニアル・ライグラスのオーバーシード（二毛作方式）を採用している。一方楽天モバイルパーク宮城とエスコンフィールドHOKKAIDOはケンタッキーブルーグラスの通年利用である。

#### サッカー場

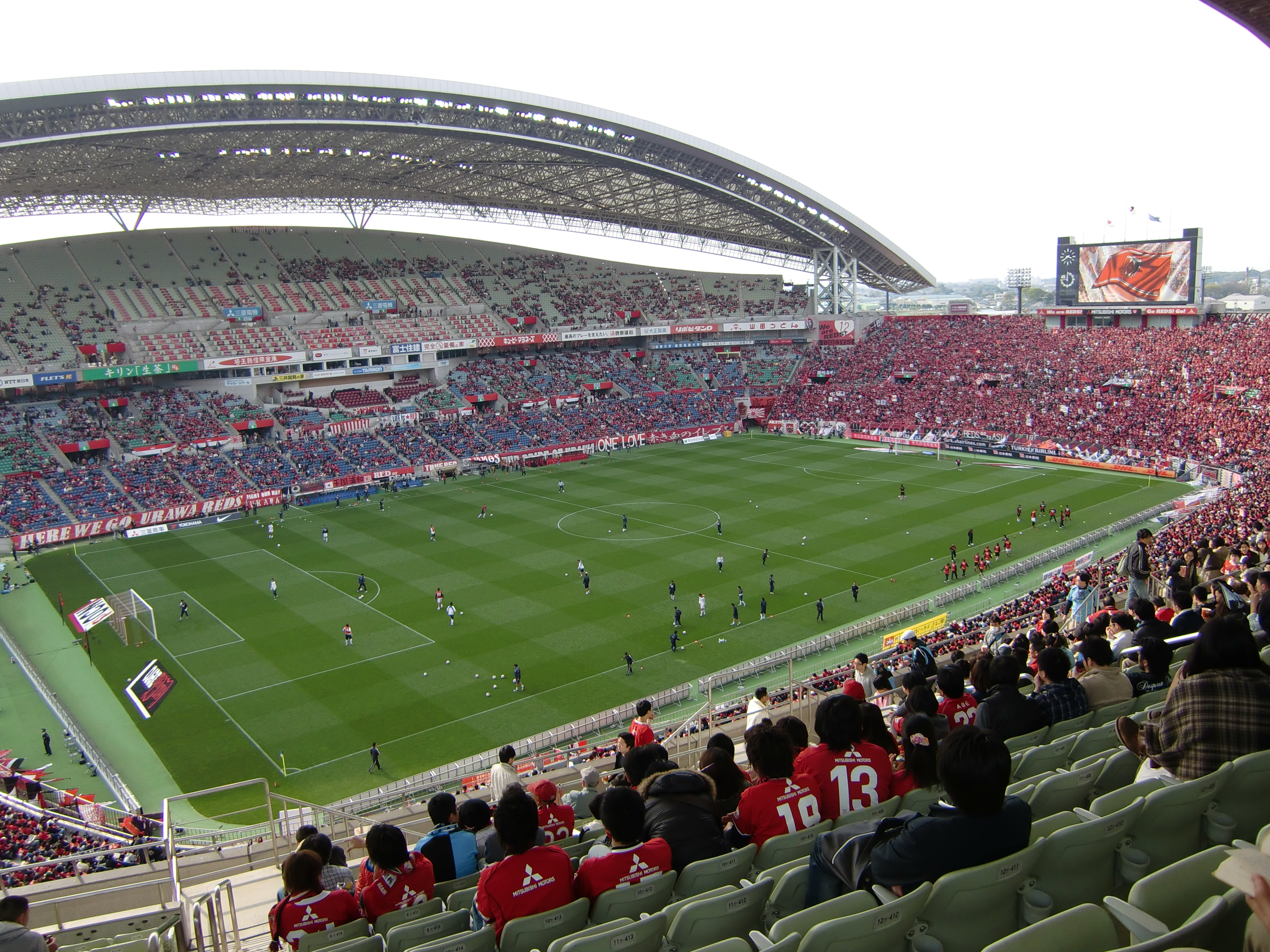
サッカー場（埼玉スタジアム2002）

日本サッカー協会では、開催試合に応じて競技場を5クラス（S・1・2・3・4）に分けられ、Jリーグの公式試合が開催可能なクラス2以上の競技場は常緑の天然芝が義務づけられており、そのために多くの競技場でウインターオーバーシーディングが盛んに行われている。2017年にはJリーグ規約が一部改正され、天然芝と人工繊維を編み込んだハイブリッド芝（グラスマスターに代表される強化天然芝）の敷設を承認し、翌2018年よりノエビアスタジアム神戸がその第1号として導入することになった。
1994年に設けられたスポーツターフ研究会は、芝生管理技術の向上に後援したり、財団法人都市緑化技術開発機構主催の「スポーツターフ管理者のための研修会」に後援したり、校庭の芝生化支援に取り組むなど、何かと芝生に対する関わりの深い組織である。

#### アメリカンフットボール場

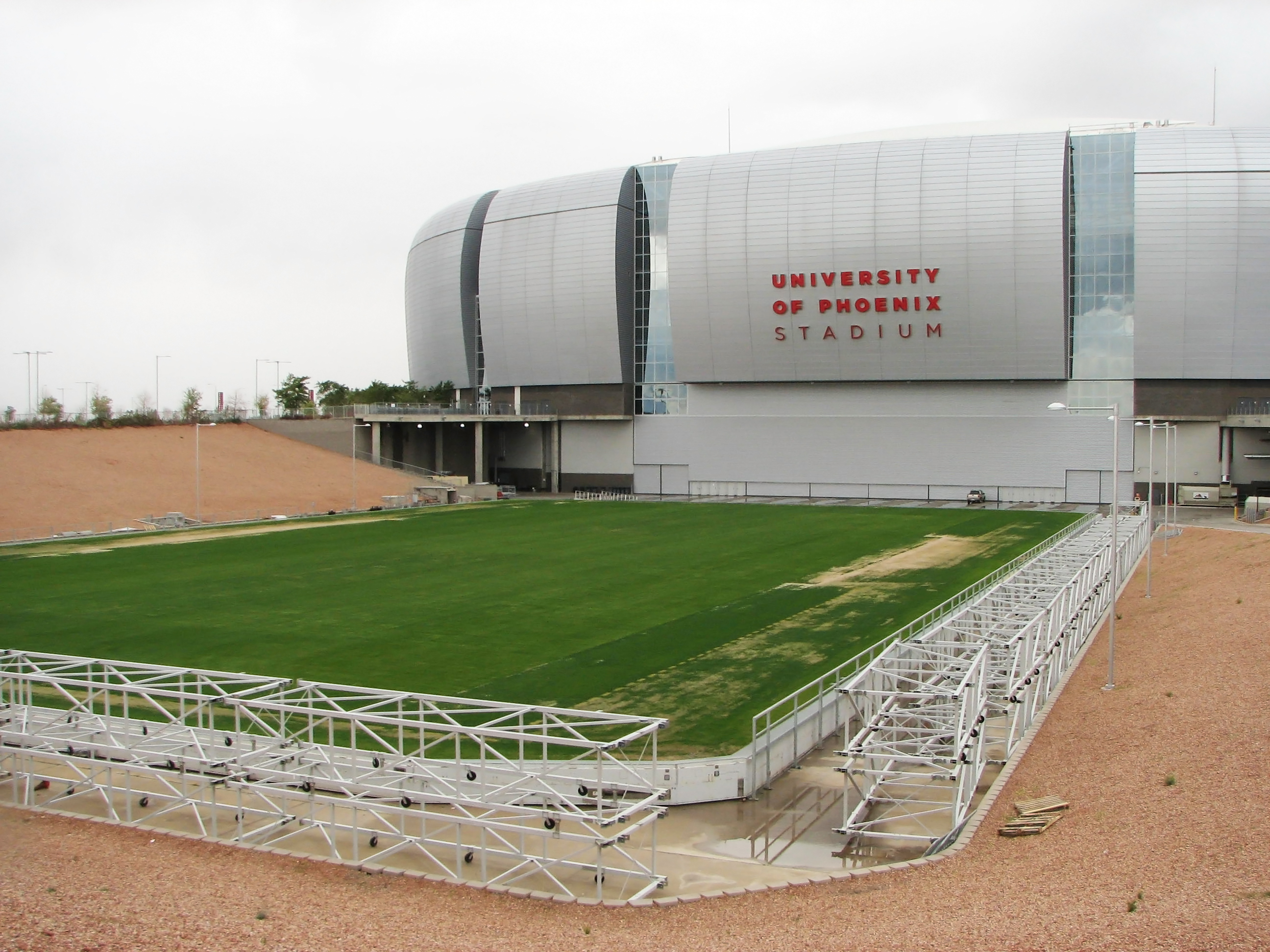
ステートファーム・スタジアムの可動式天然芝

アメリカンフットボールの場合、シーズンの気候及び競技の性質から天然芝ではフィールドが傷みやすいことと、プレーのスピードが出やすいとの理由から人工芝の球技場も目立つ。特に日本では、ノエビアスタジアム神戸のように芝の維持を理由にアメリカンフットボールへの貸し出しを中止する球技場もある。野球同様選手への負担面からNFLでは球技場を新装する際に天然芝に変えるスタジアムも少なくないが、ジレット・スタジアムやNRGスタジアムのように天然芝から人工芝に変更した例もある。NFLにおける天然芝球技場のうち、ステートファーム・スタジアムは芝に対する負担を軽減するための施策として、年間350日ほどフィールドを球技場外に出し、試合時のみ球技場内に戻して使用する可動式システムを採用している。アレジアント・スタジアムも同様のシステムを採用しているが、内部には人工芝のフィールドが敷かれており、NFLの試合は天然芝プレートを使用する一方で、カレッジフットボールは人工芝で試合を行っている。
近年は上述の強化天然芝を採用した例もある。しかしながら、その特性上暖地芝を利用できず暑い時期の利用に難があること等の理由から、NFLのホームスタジアムではグラスマスターを導入した4スタジアムのうち3つ(ハインツ・フィールド、スポーツ・オーソリティ・フィールド・アット・マイル・ハイ、リンカーン・フィナンシャル・フィールド)では通常の天然芝に切り替えており、2016シーズン時点で使用しているのは寒冷地にあるランボー・フィールドのみである。

#### 競馬場
競馬場のコースには、芝コースとダートコース、オールウェザーコースなどがあるが、ヨーロッパの競馬場は芝コースが主体で、かつ、芝コースだけを持つところがほとんどである。日本、アメリカなどでは芝コース、ダートコースの両方が用いられる。芝のコースはダートのコースに比べ傷みやすく、馬場の状態は天候に左右されやすい。日本のように雨が多く、かつ、ヨーロッパに比べて競馬場あたりの施行レース数が多い環境では、芝コースを保護するためにダートコースとの併用が行われることとなった。また、かつては日本の競馬場は野芝のみで冬は黄色くなってしまうことから、1992年に阪神競馬場で採用されたのを皮切りに、順次各競馬場でオーバーシードを用いて夏は野芝、冬は洋芝を生やすことによって一年中芝コースは緑色を保つようになった。（夏に高温にならない北海道の札幌競馬場・函館競馬場は洋芝のみ。また、冬季に開催が行われない新潟競馬場は野芝のみを使用する）また、21世紀初頭から、高麗芝をベースとして、より根付きの丈夫な「エクイターフ」という品種が開発され、順次採用されている。日本の中央競馬ではダートのコースより芝のコースの方がよく用いられるが、地方競馬ではそもそも芝コースを持つのが盛岡競馬場のみであり、圧倒的多数のレースはダートのコースで行われる。

#### ゴルフ場

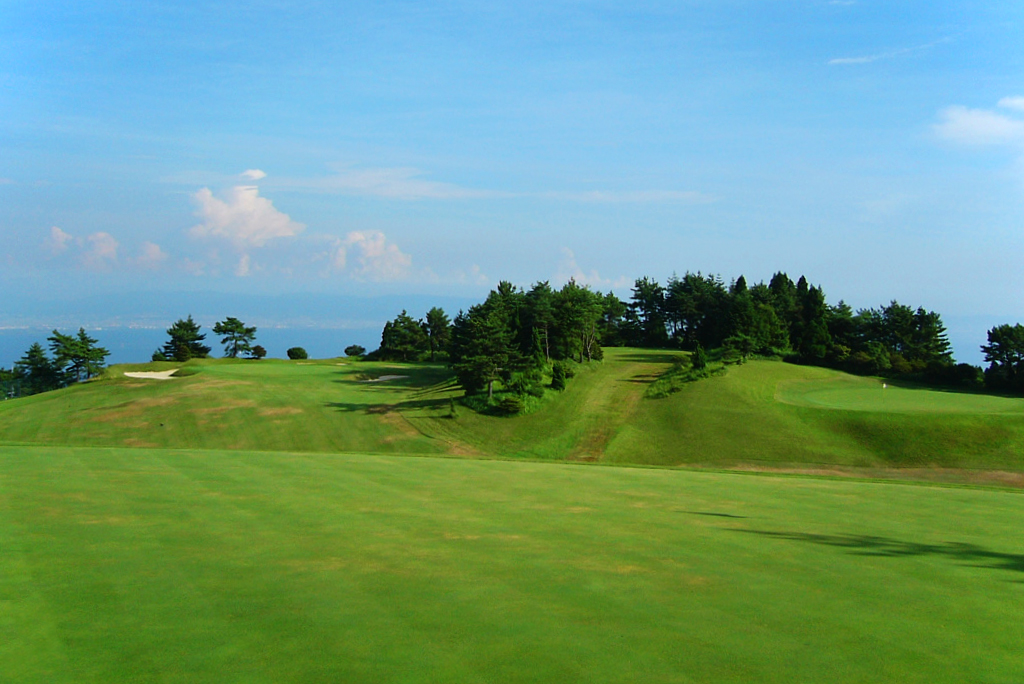
日本のゴルフ場

ゴルフ場のコースには、グリーンやフェアウェイやティーグラウンドやラフと呼ばれる場所がある。これらには、それぞれ違った種類の芝が植えられる。日本では1980年代後半、芝の維持のために使われる農薬が含まれたゴルフ場排水が社会問題化した。それに伴い、千葉県では、1990年以降建設されるゴルフ場では農薬の散布が禁止 され、既存のゴルフ場では農薬散布を少なくするなど指導要項を制定し、国としては環境省が1990年に「ゴルフ場で使用される農薬による水質汚濁の防止に係る暫定指導指針」を定めるなどした。

### 一般家庭の庭
アメリカ合衆国では、一軒家の軒先から道路（歩道の）、隣接地の境界まで芝生を引き詰め、地域の景観として管理を義務づけている地域がある。散水、刈り込みといった管理を怠ると地域のコミュニティから非難される、州や自治体が罰金を科すといったペナルティが生じることがある。

### 学校の校庭

#### 小学校庭

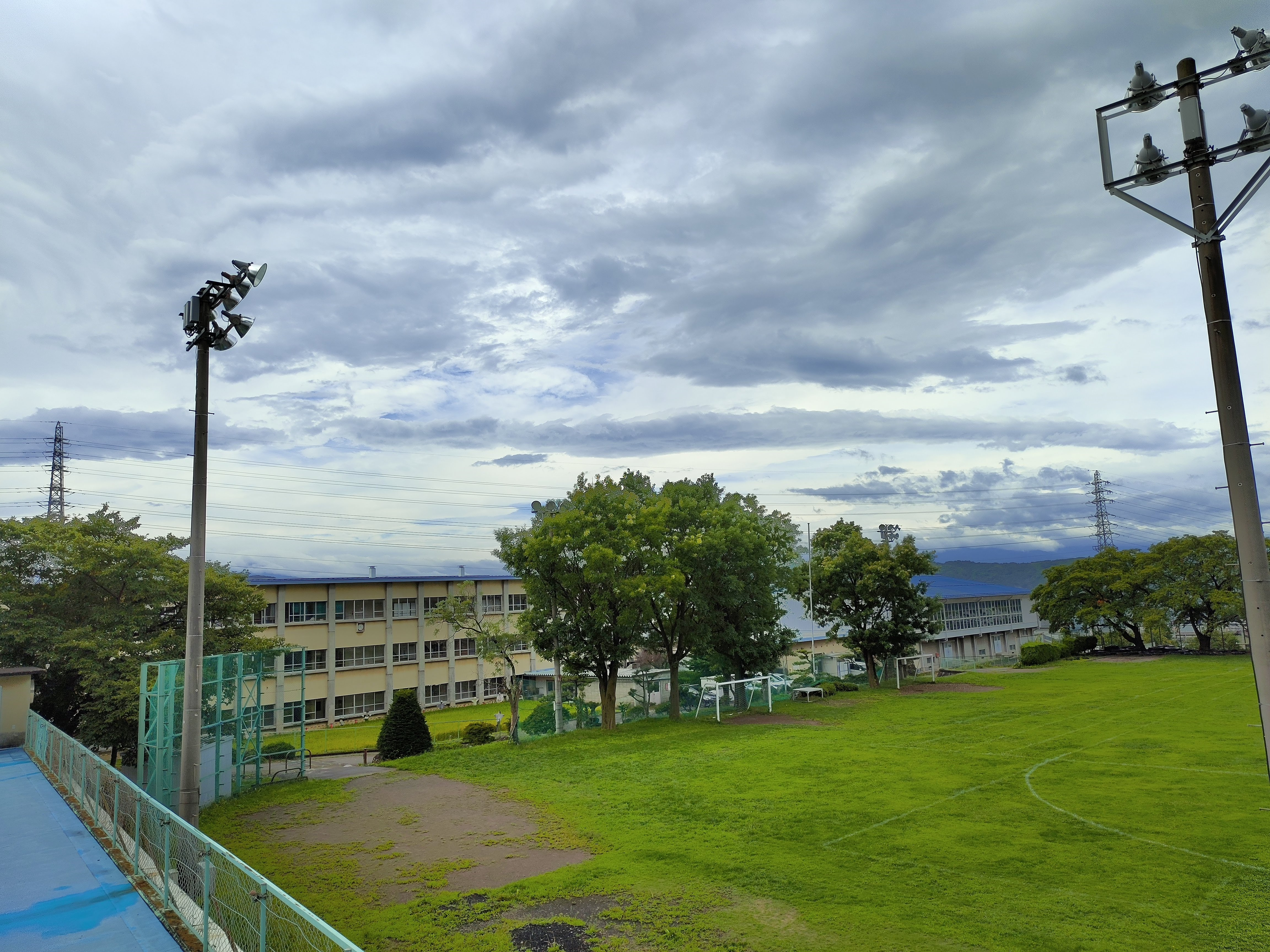
日本の学校の校庭（小諸市立水明小学校）

日本では、一部の学校の校庭が芝生化している。このことを、校庭芝生化と言う。複数の学校が導入している。2008年、都内で最も広い芝生の校庭が小金井市立小金井第二小学校。今でも校庭の芝生化が増えている。

## 自然植生としての芝生
普通に見かける芝生は、上記のように人工的な物であるが、自然のままで芝生が成立している例もある。日本では琉球列島の海岸線で、石灰岩の上で天然の芝生が成立している。植物社会学ではこれをイソフサギクラスの下にソナレムグラ - コウライシバ群落として認めている。より岩の多い場所ではナハエボシグサやハリツルマサキが混じる。このような物の代表的な物が万座毛で見られる。また、牧畜によって生じる二次植生としても類似の群落が見られる場合がある。